# 飛騨国
飛騨国（ひだのくに、旧字体: 飛驒國）は、かつて日本の地方行政区分だった令制国の一つ。東山道に属する。
ここでは、飛騨国についての歴史的な記述と、現在の岐阜県飛騨地方についての記述の両方を記載する。

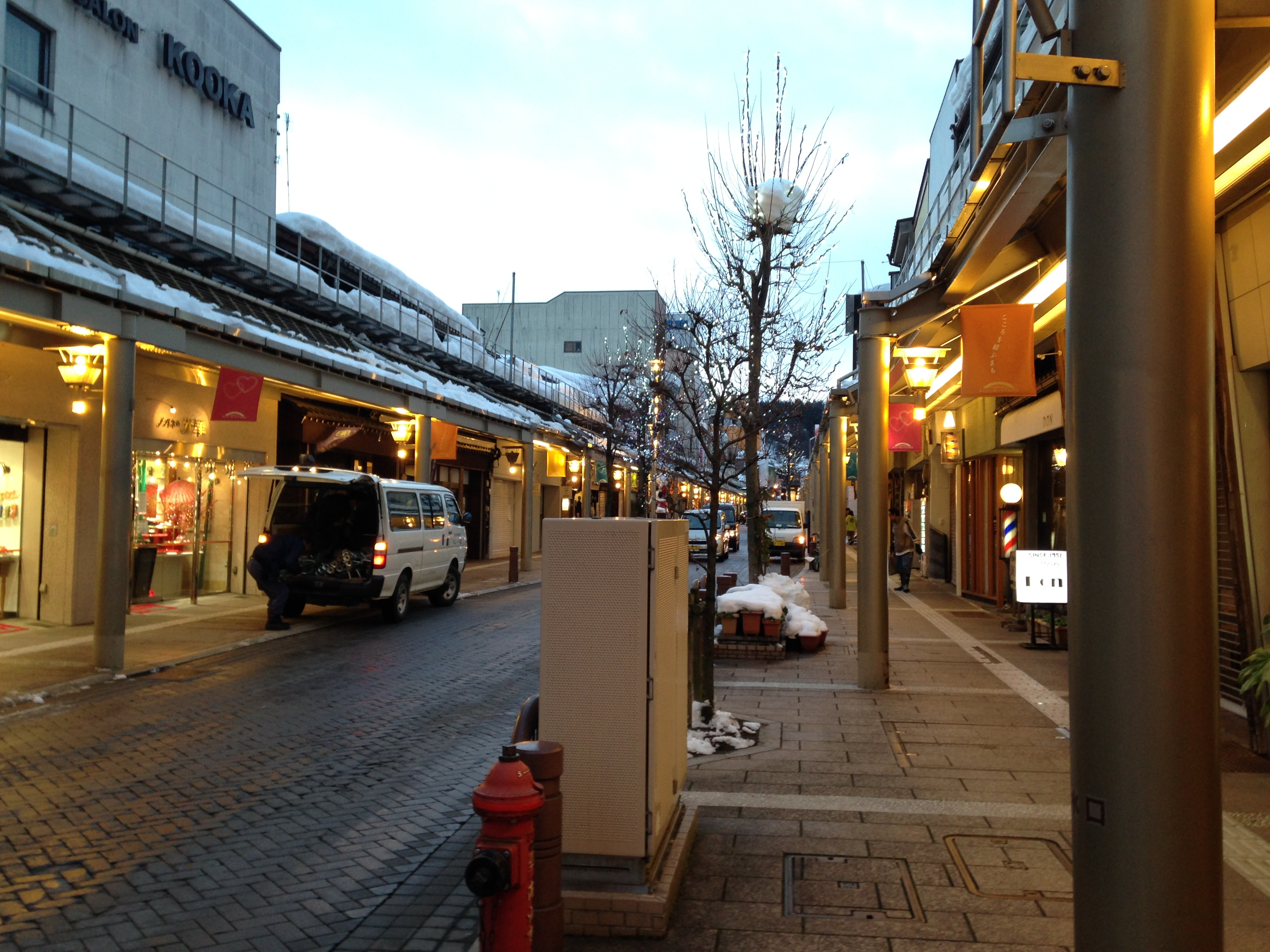
高山市

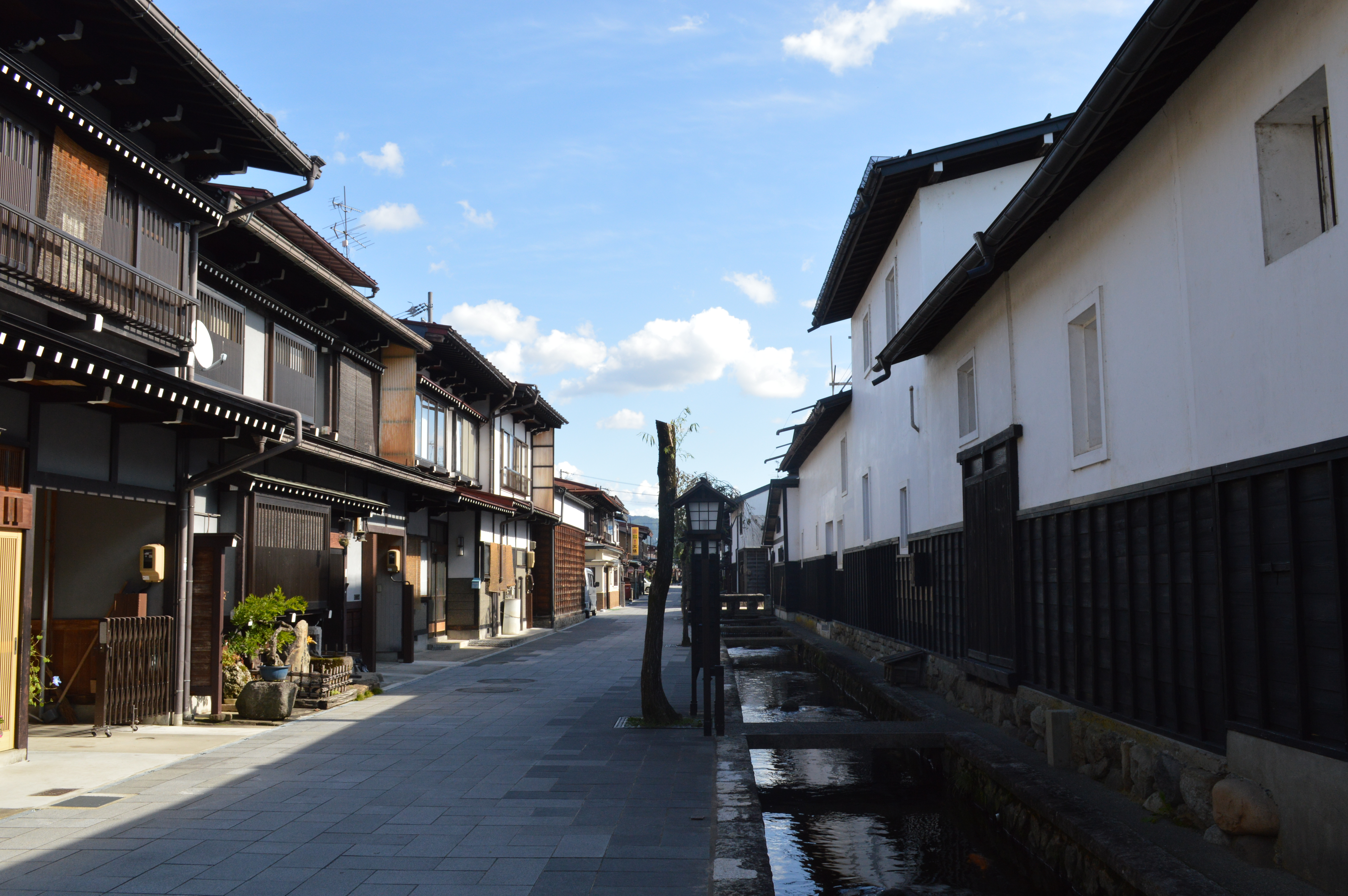
飛騨市

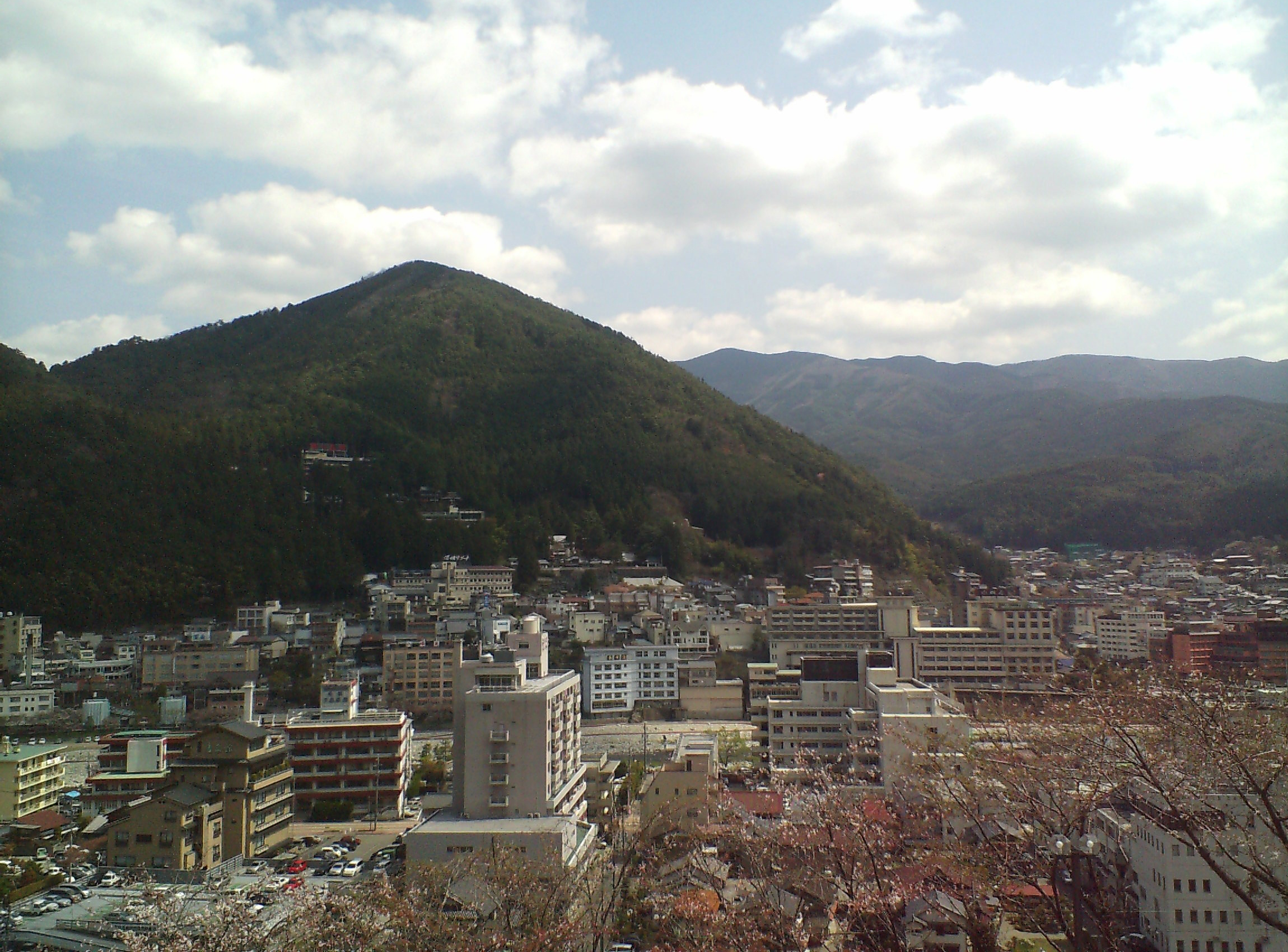
下呂市

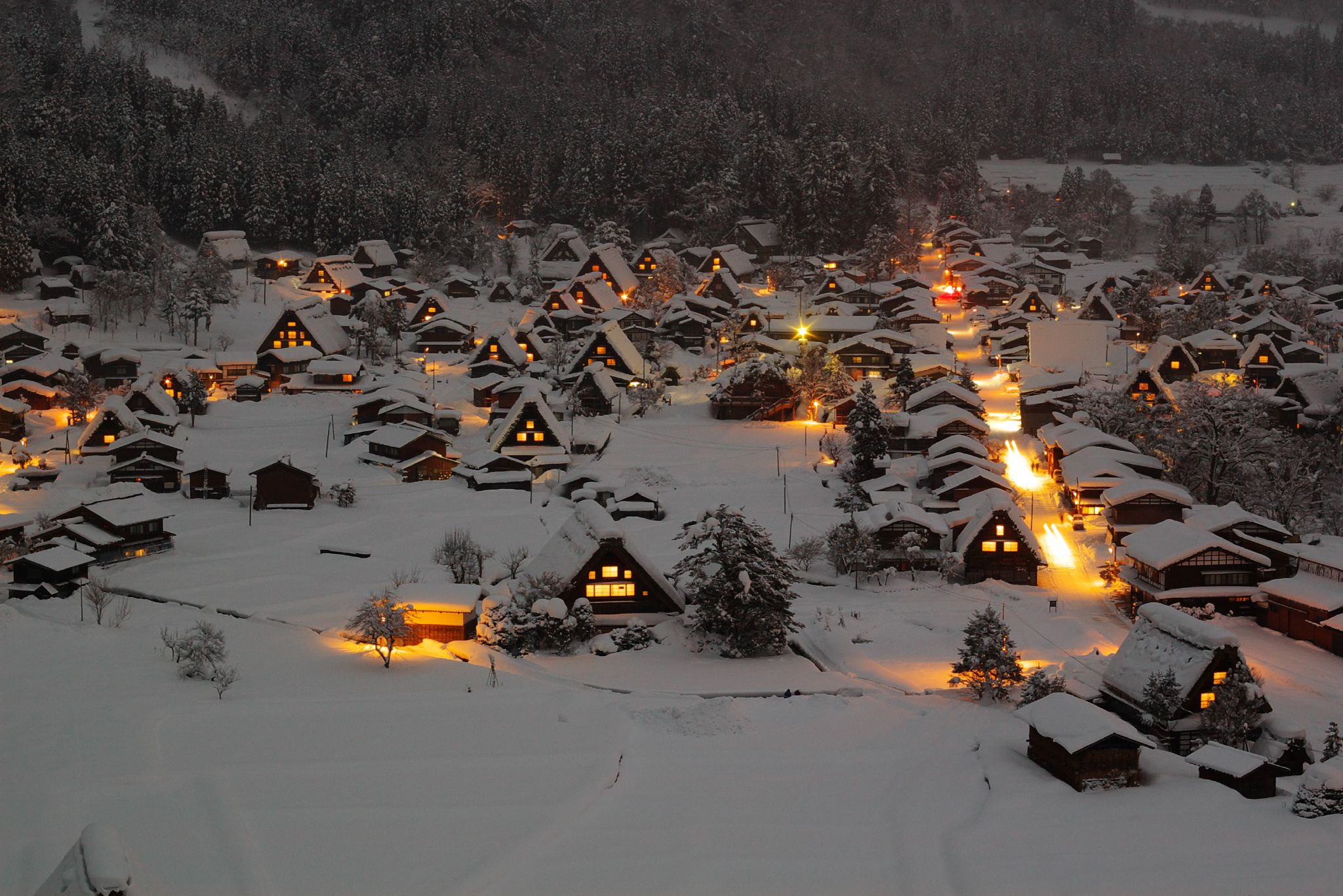
大野郡白川村

## 概要
「飛騨」は飛騨山脈の西側一帯を示す言葉で、現在は岐阜県北部に位置する。今日その名を受け継ぐのは飛騨地区北端の飛騨市だが、自治体としての規模や文化の中心的存在としては、ほぼ中央に位置する高山市の方が大きく、高山市は「飛騨高山」と呼ばれることが多い。
飛騨山脈の北側に位置する飛騨地方は、雪が多い日本海側型の気候である。飛騨は交通の便から隣接する富山県（越中）と経済的文化的な結びつきが強く、両者をまとめて飛越地方ともよばれる。一方で岐阜県内の太平洋側地域とは山脈に遮られる形で交通の便が悪かった。
なお、岐阜県は美濃地方と飛騨地方に分けられ、さらに美濃地方は一般的に岐阜地域（または岐阜圏域、以下同様）、西濃地域、中濃地域、東濃地域の4つに分けられる。しかし飛騨地方には飛騨地域（飛騨圏域）しかないので、飛騨地方と飛騨地域は同義であり、岐阜県などの行政上は飛騨地域の用語が多く用いられる（岐阜県#行政区画も参照）。

## 名称と表記
古くは表記が一定せず、『日本書紀』では「飛驒」、『万葉集』では「斐太」、『国造本紀』や『賦役令』では「斐陀」と書かれている。このほか「卑田」「比太」「飛駄」「飛弾」の表記も存在した。
8世紀初頭までは「斐陀」や「斐太」などと表記されることが多く、飛騨地方では「斐太」を企業名に採用している例も多い。岐阜県立斐太高等学校の「斐太」表記は万葉集に由来する。
「飛驒（飛騨）」と表記されるようになったのは和銅年間以降と考えられている。
「騨」は野生の馬や葦毛の馬を意味する文字で、『続日本紀』に文武天皇の治世下の大宝2年（702年）夏4月8日、飛騨国が神馬を献じた記録があり、『万葉集』巻16には「ぬばたまの 斐太（ひだ）の大黒（おほぐろ） 見るごとに 巨勢（こせ）の小黒（をぐろ）し 思ほゆるかも」（3844）とある。この神馬（大黒）を瑞祥とし、天下に大赦を行った。
『和漢三才図会』七十にある飛騨国風土記の逸文には次のように記されている。「飛騨国風土記に云わく、この国は、元美濃の内なり。住昔（むかし）、江州の大津に王宮を造りし時（天智天皇造営）、この郡より良き材（き）を多く出して、馬の駄に負（おお）せて来たる。その速きこと、飛ぶが如し。よりて改めて飛駄の国という」として、駄馬と関連したものとして語られるが、この表記を『日本古典文学大系』（の脚注）では、後代によるもの（古代説話には見られないもの）とする。
「飛驒」と「飛騨」については、本来は「騨」の字ではなく「驒」の字を用いて飛驒国と表記した。同様の理由で、飛騨市は市の正式名称を「驒」の字を用いる飛驒市としている。一方、高山市の飛騨高山まちの博物館の設置条例では正式名称として「飛騨」の字を採用している。

## 沿革

### 前史
4世紀の成務朝に斐陀国造が設置されたことが『先代旧事本紀』「国造本紀」に見え、国造墓と見られる三日町大塚古墳や亀塚古墳などの大型古墳が国府町付近に造営された。また『日本書紀』には仁徳朝に両面宿儺の反乱が見られる。

### 律令時代
7世紀には斐陀国造領域を中心に律令国として成立した。飛驒は当時辺境地帯を除けば最も過疎地域であったため税制上の特例が認められた。すなわち､庸・調を免除されるかわり大工（飛騨工）が徴発された。これは後世、大工業が発達する一因ともなる。なお律令制施行以降も大野郡大領や中央下級官人として斐陀国造の一族が見られる。郷は、益田郡2郷、大野郡4郷、荒城郡7郷で計13郷にすぎず、人口は、沢田吾一氏の推計で、13,850である(奈良朝時代民政経済の数的研究)。

### 室町時代
京極氏が代々飛騨守護を勤め京極氏の領国だったが、後に京極氏の支流で守護代の三木氏が台頭、江馬氏・内ヶ島氏・照蓮寺（飛騨一向一揆）などの諸勢力とが、上杉謙信や武田信玄、一向一揆の影響を受けながら争っていた。

### 戦国時代から江戸時代まで
戦国時代には、姉小路氏に改姓した三木氏が悲願の飛騨国統一を達成し、一時的にだが支配していた。本能寺の変以後は、金森長近が羽柴秀吉と対立した姉小路頼綱を攻め、高山城を本拠地とした。
江戸時代になると、当初は高山藩が置かれていたが、後に公儀御料（幕領）となり高山代官所（1777年に飛騨郡代に昇格）が飛騨国を治める事となる。この時代には、飛騨国は林業地帯として発展し、「飛騨の匠」と呼ばれる大工を多く輩出した。以来、飛騨地方には、家具などの木工産業が多く立地している。

### 明治時代以後
明治維新直後には、天領と呼ばれるようになった旧幕領が廃藩置県に先立ってまず府または県という行政単位に改編された。飛騨国は早くも明治元年5月（1868年6月）に飛騨県となり、そのわずか1週間後には高山県となった。明治2年（1869年）には県知事梅村速水の急激な改革に対しての暴動（梅村騒動）が発生する。廃藩置県後の明治4年（1871年）に行われた府県合併により、近隣の信濃国中部南部の諸県と合併して筑摩県の一部となった。明治9年（1876年）に筑摩県が廃止された後は、当初旧美濃国のみで構成されていた岐阜県に編入され、これが現在に至っている。
明治時代には、国家的な重要産業であった製糸業を担う労働力として、飛騨地方の村落から、山道を通って諏訪湖周辺に多くの女性が流出した（『あゝ野麦峠』）。
平成時代には平成の大合併が行われて自治体が再編され3市1村まで統合が進んだ。現在の高山市と下呂市の大部分、飛騨市、白川村は、かつての三木氏・江馬氏・内ヶ島氏の支配領域とそれぞれがほぼ一致している。

### 近代以降の沿革
- 「旧高旧領取調帳データベース」に記載されている明治初年時点では国内の全域が幕府領であり、高山陣屋の飛騨郡代が管轄。（414村・5万7,182石余）
  - 益田郡（100村・1万514石余）、大野郡（136村・2万2,264石余）、吉城郡（178村・2万4,403石余）
- 慶応4年
  - 5月23日（1868年7月12日） - 全域が飛騨県の管轄となる。
  - 6月2日（1868年7月21日） - 飛騨県が高山県に改称。
- 明治4年11月20日（1871年12月31日） - 第1次府県統合により、筑摩県の管轄となる。
- 明治9年（1876年）8月21日 - 第2次府県統合により、岐阜県の管轄となる。

## 領域
明治維新の直前の領域は現在以下のようになっている。太字の自治体及び郡は全域が、通常体は一部が国土にあたる。
- 岐阜県
  - 高山市
  - 飛騨市
  - 下呂市（金山町弓掛・金山町卯野原・金山町岩瀬・金山町東沓部・金山町金山・金山町田島より南西の地域を除く）
  - 大野郡

## 国内の施設

### 国府
国府は『和名抄』によると大野郡にあった。『拾芥抄』では、「大原（大野郡のこと）、府」とある。これは平成の大合併以前の旧高山市域にあったと考えられている。
また、奈良時代前期以前は現在の高山市国府町にあったとされる説もあるが（国府盆地から高山盆地への国府移転説）、双方ともに国衙の遺跡はいまだ発見されていない。

### 国分寺・国分尼寺
- 飛騨国分寺

### 神社
延喜式内社
『延喜式神名帳』には、以下に示す小社8座8社が記載されている。大社はない。飛騨国の式内社一覧を参照。
- 大野郡 水無神社 （現 飛騨一宮水無神社、高山市一之宮町）
- 大野郡 槻本神社 （高山市丹生川町山口）
- 大野郡 荏名神社 - 荏名神社（高山市江名子町）または荒神社（高山市江名子町）に比定。
- 荒城郡 大津神社 - 大津神社 （飛騨市神岡町大字船津）または天満神社（高山市国府町村山）に比定。
- 荒城郡 荒城神社 （高山市国府町宮地）
- 荒城郡 高田神社 - 貴船神社（飛騨市古川町貴船町）または高田神社（飛騨市古川町太江神垣内）に比定。
- 荒城郡 阿多由太神社 - 阿多由太神社（高山市国府町木曽垣内）または中宮神社（飛騨市古川町 大歳神社に合祀）に比定。
- 荒城郡 栗原神社 （高山市上宝町宮原）

総社・一宮
- 総社 - 飛騨総社
- 一宮 - 飛騨一宮水無神社

## 地域

### 郡
- 大野郡
- 益田郡
- 吉城郡 - 古代は「荒城郡」。

### 江戸時代の藩
| 藩名       | 居城   | 藩主 |
| ---------- | ------ | --- |
| 飛騨高山藩 | 高山城 | - 金森家：5万3,000石→3万3,000石（2万石は上有知藩に分地）、1600年 - 1692年（出羽上山藩3万8,700石に移封） - 公儀御料：1692年 - 1871年（廃藩置県） |

## 人物

### 国造
- 斐陀国造

### 国司
- 姉小路高基：従三位参議。南北朝時代建武2年(1335年)に国司に任じられ下向。子孫が飛騨守を世襲した「飛騨国司家」と呼ばれる姉小路家
- 姉小路基綱：古川姉小路氏当主。左近衛中将のち従二位権中納言
- 姉小路済継：基綱の子。正三位参議

#### 飛騨守
- 上道斐太都 (従四位下) :天平神護元年 (765年) 任官[10]
- 粟田道麻呂 (従四位下) :天平神護元年 (765年) 任官 (権守)
- 百済王利善 :天平神護2年 (766年) 任官
- 秦忌寸伊波多気 (従五位下) :宝亀5年(774年) 任官
- 紀大宅 (従五位下) :宝亀7年(776年) 任官
- 飛鳥部造弟見 (従五位下) :延暦3年(784年) 任官
- 藤原貞本（従五位下）：弘仁元年（810年）任官（権守）
- 橘末茂（正六位上）：承和9年（842年）任官（権守）
- 菅原兼茂（正六位上) :延喜元年 (901年) 任官 (権掾)
- 藤原辰忠：延喜5年（905年）在任
- 大春日道光：承平4年（934年）在任
- 高階高俊 :天徳、応和の頃 任官
- 藤原茂包：応和元年（961年）任官
- 橘是輔：康保2年（965年）在任
- 高岳相如：正暦3年（992年）任官
- 大春日遠晴（正六位上）：長徳2年（996年）任官
- 大江以言：長徳2年（996年）任官（権守）
- 藤原為延：長和2年（1013年）任官
- 橘惟通：万寿3年（1026年）任官
- 紀忠任：康平6年（1063年）任官
- 賀茂定材 不詳
- 大中臣隆種 不詳
- 平繁識 : 長治2年 (1105年) 任官
- 平時輔 : 保延、永治の頃 在任
- 平時景 : 久安の頃 在任
- 平景則 : 保元の頃 在任
- 平景家 : 安元、治承の頃 在任
- 平景高 : 寿永2年 (1183年) 任官
- 藤原朝高 : 弘安年中 (1278年) 在任 (地頭)[11]

### 守護

#### 室町幕府
- 1359年 - 1365年 - 京極高氏
- 1372年 - ? - 京極高秀
- 1379年 - ? - 京極高詮
- 1381年 - 1391年 - 京極高秀
- 1391年 - 1401年 - 京極高詮
- 1401年 - 1413年 - 京極高光
- 1413年 - ? - 京極吉童子丸（持光?）
- 1422年 - 1439年 - 京極持光
- 1439年 - 1441年 - 京極高数
- 1441年 - 1470年 - 京極持清
- 1470年 - 1471年 - 京極孫童子丸
- 1472年 - 1473年 - 京極乙童子丸（高清※一度目）
- 1473年 - ? - 京極政経
- ? - 1508年 - 京極政経?
- 1508年 - ? - 京極吉童子丸

### 国人
大野郡
- 内ヶ島氏 - 白川郷。室町幕府奉公衆。帰雲城主として西北部に割拠したが天正地震で帰雲城が崩壊・滅亡した。
- 牛丸氏 - 牛丸邑。平氏か。小鷹利城主。江馬氏と勢力を競ったが膨張した姉小路氏に追われる。しかし金森長近に属して飛驒攻めで先鋒を勤め、小鷹利城に復帰し三千石を得た。
- 須川氏

益田郡
- 三木氏 - 竹原郷。後、姉小路氏を名乗る。

吉城郡
- 江馬氏：飛騨北部の戦国大名。1582年、八日町の戦いで姉小路氏に敗れ滅亡。

### 戦国大名
- 三木良頼（姉小路良頼）：姉小路氏（国司家）を実質滅ぼした三木直頼の子。永禄元年（1558年）従五位下で任官。翌年、息子に古川姉小路家の名跡を継がせ、国司に任官させる。のち姉小路に改姓。従三位参議
- 三木自綱（姉小路頼綱）：家格向上を狙った父の良頼の手により、永禄2年（1559年）任官。同時に姉小路の名跡を継ぐ。大納言
- 姉小路氏（三木氏）：飛騨国司姉小路家の内紛に乗じて姉小路古川家を乗っ取る。1585年、金森長近に敗北して戦国大名としての姉小路氏は滅亡。

### 織豊大名
- 金森長近：高山3万3千石、1585年 - 1600年（関ヶ原の戦い後、美濃上有知2万石を加増）

### 武家官位としての飛騨守
- 江戸時代以前
  - 高山友照

- 江戸時代飛騨高山藩主
  - 金森長近 : 初代藩主
  - 金森頼業 : 第5代藩主
- 江戸時代その他
  - 立花宗茂：陸奥国棚倉藩主、筑後国柳河藩初代藩主

## 地理
山国なので、気候は飛騨地方全域内陸性気候を呈しており、それに併せて大部分は日本海側気候、一部地域は中央高地式気候、地域によっては豪雪地帯（一部特別豪雪地帯）で冬季は雪が多い。また、スーパーカミオカンデを抱える地方でもある。
- 山地：飛騨山脈、両白山地、飛騨高地
- 山：乗鞍岳、槍ヶ岳、穂高岳、焼岳、黒部五郎岳、双六岳、樅沢岳、笠ヶ岳、御嶽山、白山、笈ヶ岳、白木峰、三方岩岳、人形山、猿ヶ馬場山、大日ヶ岳、鷲ヶ岳、川上岳、位山
- 川：飛騨川、馬瀬川、宮川、高原川、庄川
- 温泉：下呂温泉、奥飛騨温泉郷、小坂温泉郷等
- 盆地：高山盆地、古川国府盆地
- 旧鉱山：神岡鉱山

## 現在の交通網
鉄道
- JR高山本線

道路
- 東海北陸自動車道
- 中部縦貫自動車道
- 濃飛横断自動車道
- 国道41号
- 国道156号
- 国道158号
- 国道256号
- 国道257号